# Xavier Altamirano
Xavier Altamirano Molina (Montreal, 25 de febrero de 1977) es un politólogo y funcionario chileno. Fue subsecretario de Derechos Humanos de Chile, desde el 10 de marzo de 2023 hasta el 2 de agosto de 2024, bajo el gobierno del presidente Gabriel Boric.

## Biografía
Realizó sus estudios en la Pontificia Universidad Católica de Chile, donde egresó el año 2000. También realizó un máster en ciencia política, con mención en comunicación política en 2004 y se convirtió en doctor en ciencia política el 2015, aprobado con distinción máxima, ambos por la Universidad de París 1 Panthéon-Sorbonne.
El año 2000 trabajó como consultor y coordinador de programas en cooperación técnica internacional. En ese período fue Jefe de Seguimiento de Proyectos con la Unión Europea de la Agencia Chilena de Cooperación Internacional para el Desarrollo del Ministerio de Relaciones Exteriores de Chile. Entre los años 2006 y 2008 se desempeñó como Director de Relaciones Internacionales de la Comisión Nacional de Investigación Científica y Tecnológica.
Entre los años 2014 y 2018 integró el gabinete de la presidencia de Michelle Bachelet en su segundo gobierno, formando parte del equipo de asesores en el área de contenidos.
Participó en la Fundación Horizonte Ciudadano desde su creación en 2018, donde integró el directorio y luego fue director ejecutivo. Lideró proyectos nacionales e internacionales de derechos humanos, de derechos de niños, niñas y adolescentes, de derechos ambientales, y de derechos de personas migrantes.